# Adolfo Pacheco
Adolfo Pacheco Anillo  (San Jacinto, 8 de agosto de 1940 - Barranquilla, 28 de enero de 2023) fue un músico colombiano, compositor y cantante de música vallenata.
Representante de la música de acordeón en las sabanas de Bolívar y los Montes de María, Caribe colombiano. Fue llamado Adolfo por la admiración de su madre, Mercedes Anillo, por el líder alemán con mismo nombre, debido a las noticias que escuchaba por la radio. Su bisabuelo de apellido Pacheco, de origen ocañero, llegó a San Jacinto en 1850. 
El juglar desde muy niño con las influencias de su abuelo Laureano Antonio Pacheco, tocador de gaita y tambor, empezó a mostrar sus dotes de compositor y el primer verso que hizo a los 6 años, es un canto indio en ritmo de puya “Mazamorrita cruda”. 
Sin embargo, Adolfo, quien cursó su bachillerato en el colegio Fernández Baena de Cartagena, logró echar mano de su formación y componer utilizando figuras literarias como el símil y la metáfora, a diferencia de algunos de los compositores de la música de acordeón que lo hacen de manera espontánea y sin más pudor que el que la mente les permitiera. Su padre no estuvo de acuerdo al principio, asociaba la música con el consumo de alcohol, por lo que insistió para que ingresara a la universidad, de la cual finalmente se gradúa como abogado en la Universidad de Cartagena, cuando ya gozaba de la fama de ser el compositor de canciones como “El viejo Miguel”, “El mochuelo” y la que lo internacionalizó “La hamaca grande”, y El pintor, canción del folclore Vallenato. Todo aquello sucedió después de un fugaz paso por la ingeniería civil en Bogotá, que le dejarían las clases de guitarra como recuerdo de su paso por la capital, de la que regresó cuando la situación económica de la familia le impidió continuar.

## Educación
Adolfo Pacheco es bachiller del Colegio Fernández Baena de Cartagena de Indias, adelantó estudios de Ingeniería en la Universidad Javeriana de Bogotá, graduado como abogado en la Universidad de Cartagena, y recientemente la Universidad Popular del Cesar le concedió la máxima distinción otorgándole el doctorado Honoris Causa. Sus canciones circulan en múltiples trabajos discográficos que se han hecho en Colombia y en el exterior.

## Trayectoria
Adolfo nació en el municipio de San Jacinto, sus padres fueron Miguel Pacheco y Mercedes Anillo. Su bisabuelo paterno era de Ocaña y llegó a San Jacinto, alrededor de 1850, durante la fiebre del tabaco, era blanco y pecoso, probablemente de ascendencia española, varios años después se casó con Crucita Estrada, una negra recién liberada de la esclavitud.
Su abuelo paterno, Laureano Antonio Pacheco Estrada,  que era tamborero de gaita, descubrió en él su inclinación por la música. La madre de Adolfo cantaba a voz, pasillos, valses y boleros, en su casa; hizo su primer verso a los 6 años de edad, un canto indio en ritmo de puya “Mazamorrita cruda”, y que años después terminaría de componerlo.
Estudió Derecho en la Universidad de Cartagena, iniciando los estudios correspondientes en 1976, terminándolos en 1980 y graduándose en 1983.
En su natal San Jacinto y los Montes de María, serían el espacio cultural en el que el maestro desarrollaría toda la impronta sabanera a través de sus cantos al folclor, la naturaleza, la tristeza y el amor que termina por imprimirle a la música de acordeón y que lo coloca, por una suerte de reivindicación del pentagrama musical del Caribe colombiano, a la altura de los juglares del Valle del Cacique Upar y el Magdalena grande, que habían reservado para sí, en el término “vallenato”, el goce de la música del fuelle que también tiene leyenda en el “indio faroto y su vieja gaita” tal “como la de Francisco el hombre”.
En la obra de Pacheco se resalta una música de acordeón muy cercana al paseo, a la gaita, la cumbia, el porro, el pasebol, el paseaito, el chandé, el son y el merengue, uno de los más conocidos El Viejo Miguel, catalogado por algunos especialistas como el mejor merengue vallenato en toda la historia (Gil 2020).
“…Buscando consuelo, buscando paz y tranquilidad el viejo Miguel del pueblo se fue muy decepcionado, yo me desespero y me da dolor porque la ciudad tiene su destino y tiene su mal para el provinciano…”.
Esa versatilidad, el compositor de ‘El Pintor’ la empezó a desarrollar en sus estudios de secundaria en el Fernández Baena en Cartagena, colegio donde aprendió a tocar violina, posteriormente en Bogotá con las enseñanzas de un amigo aprende a tocar guitarra y con ello géneros musicales como el bolero y el Bambuco. Además, su tío abuelo Antonio Pacheco le dio las claves para explorar la música cubana, hoy en día el maestro tiene más de 16 cumbias y porros (Icultur 2020).
De acuerdo con las investigaciones realizadas por investigadores como Ángel Massiris Cabeza, 'La Hamaca Grande' cuya primera versión fue grabada en 1970 por Adolfo Pacheco, ha tenido al menos 79 versiones en distintos países y en diferentes ritmos musicales. La canción ha sido grabada en sellos discográficos de Colombia, México, Venezuela, Perú, Panamá, Francia, Estados Unidos y Costa Rica.
Este ambiente fue el detonante para que el maestro Pacheco, forjara su obra musical en la que como dice su canción 'El Pintor' recreara con el pincel de sus letras las costumbres, el devenir del pueblo, la naturaleza, personajes emblemáticos, sus amores y desamores, la historia de la región y hasta la política. Son cerca de 224 canciones grabada desde 1963, de las cuales cerca de 140 son de su autoría.

### Festival de la Leyenda Vallenata
Adolfo Pacheco se hizo acreedor, para que La Fundación Festival de la Leyenda Vallenata en 2005 lo declarara “Compositor Vitalicio”; distinción que comparte con Tobías Enrique Pumarejo, Rafael Escalona, Leandro Díaz, Emiliano Zuleta y Calixto Ochoa, entre otros.

## Composiciones
Entre sus temas se destacan: 
| Canción          | Notas |
| ---------------- | --- |
| La hamaca grande | - Grabada por Andrés Landero y su conjunto en el álbum Voy a la fiesta en 1970. - Grabada por Carlos Vives & Egidio Cuadrado en el álbum Clásicos de la provincia en 1993.                        |
| El viejo Miguel  | Grabada por los hermanos Zuleta en el álbum "Pa' toda la vida" en 1980. |
| El mochuelo      | - Grabada por Otto Serge & Rafael Ricardo en el álbum Muy nuestros en 1983. - Grabada por "Moisés Angulo y la gente del camino" en el álbum Vallenatos (1998).                                    |
| Mercedes         | - Grabada por la grupación El Doble Poder, de Daniel Celedón e Ismael Rudas, contenido en el álbum Volvimos de 1980. - Grabada por Iván Villazón & Saul Lallemand en el álbum El Desafío en 2002. |
| El cordobés      | - Grabó este merengue Adolfo Pacheco en 1964, con el acordeonero sanjacintero Humberto Montes, en los estudios Tropical de Barranquilla.                                                          |
| Tu cabellera     | - Grabada por Alfredo Gutiérrez y su conjunto en 1971. |